# Hartberg (stacja kolejowa)
Feldbach (niem. Bahnhof Feldbach) – stacja kolejowa w Feldbach, w kraju związkowym Styria, w Austrii. Znajduje się na Thermenbahn (Fehring–Fürstenfeld–Friedberg), na wschód od centrum miasta.

## Historia
Stacja została zbudowana w 1891 roku, kiedy lokalna kolej Fehring-Fürstenfeld została przedłużona do Hartberg. W latach 1891–1905 była stacją końcową linii. Do 1905 linię przedłużono do Friedberg.
W latach 50. i 60. XX w kursowały tędy ekspresy Wiedeń-Graz, z przystankami we Friedberg, Hartberg, Fürstenfeld, Fehring, Feldbach i Gleisdorf. 
Stacja Hartberg była do lat 70. siedzibą zarządu tras. 
W 2013 roku stacja została zmodernizowana za 3,5 miliona €. Powstał nowy peron wyspowy o długości 160 m, który umożliwia dostęp osobom o ograniczonej mobilności. Parking Park + Ride na stacji został rozbudowany w 2014 roku za kwotę 300 000 € i oferuje 53 miejsca parkingowe. Finansowanie inwestycji było podzielone w połowie przez kraj związkowy Styrię i Österreichische Bundesbahnen. 

## Linie kolejowe
- Linia Thermenbahn